# Statisch (on)bepaald
Een constructie is statisch bepaald als men in een constructieberekening kan volstaan met evenwichts-vergelijkingen (zie hieronder), om de 
op de constructie werkzame krachten te berekenen. In wiskundige zin betekent dit dat er evenveel onafhankelijke evenwichtsvergelijkingen zijn als onbekenden.
Bij statisch onbepaalde constructies worden de inwendige krachten niet alleen bepaald door de uitwendige krachten, maar zijn ze ook afhankelijk van de stijfheid van de bouwelementen (constructie-onderdelen) en van eventuele verplaatsing (verzakken) van de ondersteuningspunten, zodat de berekeningen (veel) ingewikkelder en onzekerder worden.

## Statisch bepaald

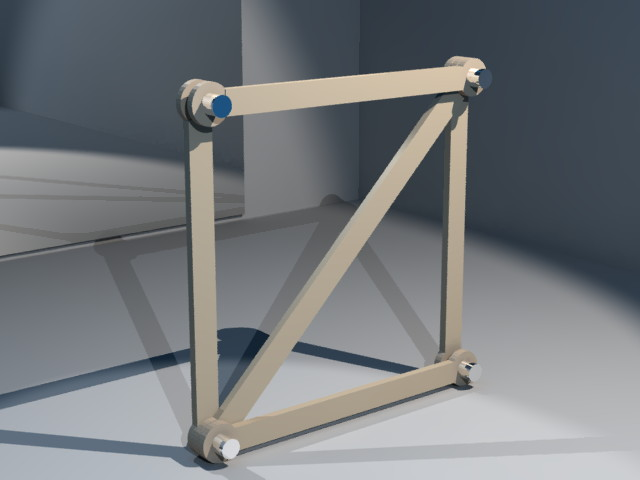
Inwendig statisch bepaalde vakwerkconstructie: de hoekpunten zijn scharnieren, maar vervorming tot een parallellogram wordt tegengegaan door de diagonale verbinding. Wegneming van een staaf zorgt ervoor dat minstens één staaf vrij kan bewegen.

Statische bepaaldheid houdt zowel inwendige als uitwendige statische bepaaldheid in. Een constructie zoals een vakwerk kan uitwendig statisch bepaald, maar inwendig statisch onbepaald zijn.
De constructie is 'inwendig statisch bepaald' als geen vrije vervormingen mogelijk zijn zonder een verbinding weg te nemen zoals een constructie met balken die onderling middels scharnieren met elkaar verbonden zijn.
Als wel vrije vervormingen mogelijk zijn is er sprake van een mechanisme. Als er daarentegen verbindingen zijn die zonder dat er een mechanisme ontstaat kunnen worden weggenomen is er sprake van een statisch onbepaalde constructie.
De constructie is 'uitwendig statisch bepaald' indien de reactiekrachten, uitgevoerd door de verbindingen met de omgeving, bepaald kunnen worden enkel gebruik makend van de vergelijkingen van het statisch evenwicht.
De krachten die ontstaan in een inwendig en uitwendig statisch bepaalde constructie worden geheel bepaald door de uitwendige belasting en bijvoorbeeld niet door uitzetting of krimp van individuele elementen.

## Berekeningen
Het krachtenspel in een statisch bepaalde constructie wordt geheel bepaald door evenwichtsvergelijkingen, het is daarbij niet nodig materiaaleigenschappen (zoals de stijfheid) van de onderdelen van de constructie te kennen.
Het berekenen van de vervorming van een statisch bepaalde constructie als gevolg van uitwendige krachten verloopt dus in twee gescheiden stappen:
1. berekening van de reactiekrachten (trekkracht, druk, moment) uit evenwichtsvergelijkingen en de uitwendige kracht(en).
2. berekening van de vervormingen van de elementen afzonderlijk op basis van de eerder bepaalde inwendige krachten en stijfheid.

### Evenwichtsvergelijkingen

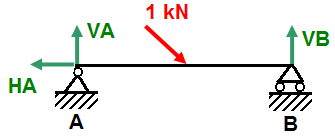
Statisch bepaald (en theoretisch) systeem: drie initieel onbekende oplegreacties

Op basis van de wetten van Newton kunnen in een constructie in rust, in tweedimensionale gevallen, de oplegreacties als volgt worden bepaald:
- De optelsom van de krachten is 0, voor een tweedimensionale constructie betekent dat
  - de som van de horizontale krachten is 0;
  - de som van de verticale krachten is 0;
- de som van de momenten is 0.

In sommige gevallen zijn er nog meer vergelijkingen: zo is het buigend moment in scharnieren en trekstaven of kabels gelijk aan nul, die dan een of meerdere van de vorige vergelijkingen kunnen vervangen.

### Vakwerken
Een vakwerk met K scharnieren/knooppunten en S staven is inwendig statisch bepaald als S = 2K -3, mits de staven doelmatig zijn aangebracht.

## Voorbeelden statisch bepaald
De eenvoudigste statisch bepaalde constructie met balken en scharnieren in twee dimensies is een driehoek, in drie dimensies is dat de tetraëder.
Andere voorbeelden van statisch bepaalde constructies zijn:
- uitkragende, ingeklemde balken;
- gerberliggers;
- driescharnierspanten;
- vakwerkconstructies.

## Statisch onbepaald

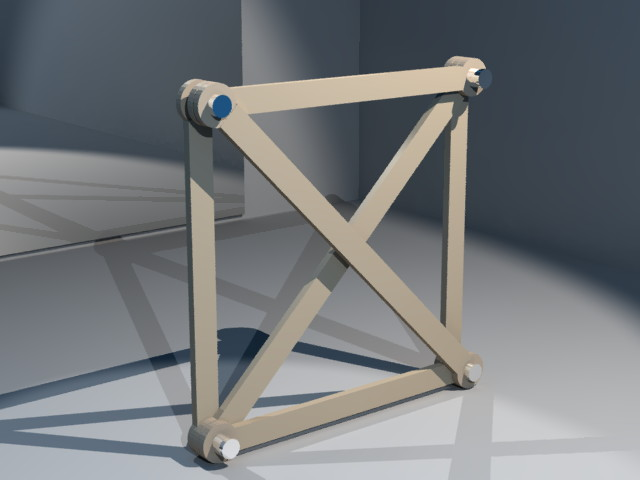
Voorbeeld van een statisch onbepaald vakwerk met één redundante verbinding: een willekeurige balk kan worden weggenomen zonder dat er een mechanisme ontstaat

Wanneer het verplaatsen of roteren van een constructie, of van een constructiedeel, overvloedig wordt verhinderd spreekt men van een statisch onbepaalde constructie of een hyperstatisch systeem.
Bij statisch onbepaalde constructies zijn er, zuiver wiskundig bezien, meer onbekenden dan onafhankelijke evenwichtsvergelijkingen en dan zijn de vergelijkingen niet op te lossen. Dit betekent dat er andere vergelijkingen gevonden moeten worden die onder meer de vervormingen bepalen. Die vervormingen zijn echter moeilijker te bepalen en zijn minder zeker.
Daarnaast zal de krachtverdeling in zulke constructies veranderen wanneer steunpunten zich verticaal verplaatsen (doorzakken), of bij een verlenging of verkorting van de constructiedelen, of algemeen wanneer de vervormingen anders zijn dan verwacht.
Vóór de brede beschikbaarheid van computers werd veel de momentvereffeningsmethode van Hardy Cross gebruikt. Nu is dat meestal de eindige-elementenmethode.

## Voorbeelden statisch onbepaald
Voorbeelden van statisch onbepaalde constructies zijn:
- doorgaande liggers over 3 of meer steunpunten;
- vakwerken met momentvaste, niet scharnierende knooppunten, zoals b.v. in een vierendeelbrug.